# Клакар
Клакар (на хърватски: Klakar) е село и община в Бродско-посавска жупания, Хърватия. Общината включва четири населени места: Долна Бебрина, Горна Бебрина, Клакар и Рушчица.
Според преброяването от 2011 г. има 2319 жители, 99,3% от които хървати.